# 奇立板社
奇立板社是位於台灣宜蘭縣壯圍鄉東港村廍後的一個噶瑪蘭族部落。
社名原意為「沙」，反映出部落當地靠近海灘之環境特色。
馬偕牧師曾來部落宣教，建立教會，後因政經環境變化而消失。
部落曾因大環境使然，而被認為是漢化的部落，然而實際上從頭目到族人，都記得自己是噶瑪蘭人，因此自復名運動開始，部落便不斷努力於文化復振與增加族群認同，並於2019年開始復辦傳統祭儀。祭儀開始前，族人會吹起跟人頭顱一樣大小的海螺，當作號角，告知即將舉辦海祭，在漲潮時，族人將準備豬心、豬肝、豬肉等，用竹子串成一串，作為獻給海的祭物，祭儀後，村裡的族人都會前往海邊一起幫忙牽罟，收起當天的漁獲。